# Lumen (hudební skupina)
Lumen je ruská rocková skupina založená v roce 1998 v Ufě.

## Historie
V roce 1996 se budoucí bubeník Lumen Denis Šachanov přestěhoval do rezidenční čtvrti Sipajlovo ve městě Ufa a jeho sousedem se stal Igor Mamajev. Zaujetí pro rockovou hudbu, je velmi sblížilo a v roce 1996 začali hrát skladby svých oblíbených kapel. Jejich hlasové dovednosti nebyly dobré a proto do sestavy pozvali jejich společného přítele Renata Bikvajeva. Ale Renat Bikijeva měl zájem se věnovat humoristickým soutěžím KVN. Tak se rozhodli nabídnout místo jejich spolužákovi Rustěmu Bulatovi, který měl rád rockovou hudbu a skládal poezii. Při hraní převzatých písní svých oblíbených skupin Kino, Чиж & Co, Чайф si kluci uvědomili, že by chtěli přijít s vlastními písněmi. Zároveň začali shánět prostor pro zkušebnu a poptávali se po hudebních nástrojích, jelikož kromě dvou akustických kytar a šejkru z plechovky kávy neměli nic. V této době vznikla kostra skupiny Lumen, která i do dnešních dnů zůstává nezměněna.
V roce 1997 sehnala skupina místnost ve středisku mládeže a začaly první zkoušky. Skupinu prezentovali jako klasický kvintet (bicí, basa, dvě kytary, zpěv). Proto se snažili sehnat nové členy do své skupiny a po vyzkoušení mnoha možností místo hry na kytaru obsadil jejich spolužák a kamarád Igor Mamajev Jevgenija Ogňova, který o rok později začal hrát ve skupině na baskytaru.
V roce 1999 se skupině začalo velmi dařit a získala řadu ocenění. Ke kolektivu se přidal klávesista Artur Vildanov a houslistka Olga. V tomto složení vystoupila skupina na konci roku v Bělorecke společně se skupinou Nota Bene.
Dne 12. února[rok?] se v kině Smena uskutečnil první koncert věnovaný narozeninám kapely.

### První album Без консервантов (Bez konzervantů) a začátek popularity
Dne 14. ledna 2001 byl v klubu Navigator nahrán program skupiny, který se stal základem pro album Live in Navigator club (Živě z klubu Navigátor), které vyšlo v roce 2002. Ve stejném roce skupině vyšla samostatná píseň Пассатижи (Kleště).
Ve studiu se připravovalo debutové album skupiny. Jedna z budoucích písní s názvem Сид и Нэнси (Sid a Nensi) se stává šlágrem a píseň se udržela v hitparádě Hudební tucet stanice NAŠE rádio více než 2 měsíce. Díky úspěchu písně skupina dostává pozvání do Moskvy na výroční festival této hitparády Чартова дюжина (Hudební tucet) a toto vystoupení hudebníci považují za zlom své kariéry.
V roce 2003 skupina vydala svoje první studiové album s názvem Без консервантов (Bez konzervantů).

### Alba Три пути (Tři cesty) a Свобода (Svoboda) (2004—2006)
V roce 2004 byla podepsaná smlouva s novým vydavatelstvím Muzyka-Vdoch (Музыка-Вдох). Téhož roku vychází album Три пути (Tři cesty). Popularita skupiny roste a na regionálních festivalech se stává hlavním bodem programu vystoupení. V témže roce je také realizováno první turné po Rusko, při kterém vystoupí ve více než 40 městech.
V létě 2005 vyšlo koncertní album Одной крови (Jedné krve) obsahující dvě nové písně. V říjnu téhož roku pak vyšlo studiové album Свобода (Svoboda). Prezentace alba proběhla ve velkém moskevském klubu Апельсин (Pomeranč).
Na jaře 2006 se konají vystoupení v paláci kultury Gorbunova v Moskvě a Petrohradu v klubu Порт (Přístav). Tyto vystoupení jsou zaznamenané i na video a nejlepší momenty jsou vydané na DVD albu, které vyšlo pod názvem Дыши (Dýchej).

### Alba Правда? (Pravda?) a koncertní album Буря (Bouřka) (2007—2008)
Po skončení koncertní šňůry skupina začíná realizovat práce na novém albu Правда? (Pravda?). Práce na tomto albu je velmi náročná, jelikož skupina si projekt financuje, a proto musí přistoupit na nepřetržitou práci ve studiu a krátké termíny. V důsledku toho dochází k neshodám a na konci realizace projektu odchází ze skupiny baskytarista Jevgenij Ogňov Евгений. Koncerty na podporu alba nejsou zrušeny a do skupiny je pozván hudebník Jevgenij Trišin.
Začátkem dubna roku 2007 bylo album Правда? (Pravda?) představeno v největším moskevském klubu Б1 Maximum a vyšlo na konci května 2007. Na podzim 2007 vychází koncertní album na DVD Буря (Bouřka), které bylo natočeno na základě koncertu 21. října v klubu Б1 Maximum. Program představení byl postaven na písních z alba Правда? (Pravda?). Turné na podporu nového alba sestávala z více než 60 koncertů. Na konci roku získala skupina ocenění televizní stanice A-one a to hned ve dvou kategoriích Album roku a Skupina roku.
Začátkem roku 2008 skupina uspořádala nejdelšího a nejrozsáhlejšího turné, které se netýkalo jen měst Ruska, ale také zemí SNS.
Album Правда? (Pravda?) na XII ročníku udělování cen časopisu Fuzz vyhrálo v kategorii Nejlepší album.

### Album Мир (Svět) a Лабиринт (Bludiště) (2009—2011)
Na začátku března roku 2009 začaly práce na novém albu, jehož uvedení bylo naplánováno na konec dubna a od měsíce následujícího bylo v plánu turné na jeho podporu. Album pod názvem Мир (Svět) bylo nakonec vydáno 18. května a jeho křest se konal ve dnech 23 a 24. května v Moskvě v Paláci kultury Gorbunova.
Dne 26. listopadu šel do distribuce film s názvem На игре (Na hře) a píseň Беги (Utíkej) z alba Мир (Svět) se stala jednou z filmových písní.
Na konci roku 2010 skupina dokončila turné s názvem Labyrint. Během koncertů byl shromážděn materiál pro živé album. Hudebníci se rozhodli experimentovat a nahrávat každé vystoupení v rámci Labyrint tour a později na album zařadit jednu píseň z každého vystoupení.
V roce 2011 skupina vyhlásila soutěž ROCK BANDA. Pro účast v soutěži měl soutěžící kolektiv vytvořit převzatou verzi písně, která byla odehraná na turné Labyrint. Píseň měli nahrát na obrazový záznam a pověsit na internet. Nejlepší hudební kolektiv obdržel jako cenu sadu hudebních nástrojů. Soutěž sledovalo desítky tisíc diváků a zúčastnilo se jí téměř 300 týmů z Ruska, Ukrajiny, Běloruska, a Kazachstánu a dalších zemí.
Dne 31. března 2011 proběhlo v moskevském klubu Точка (Tečka) finále soutěže ROCK BANDA a vydání koncertního alba Лабиринт (Bludiště).
Ihned po vydání alba Лабиринт (Labirint), skupina zahájila práci na novém albu. Hudebníci se rozhodli nespěchat a pro nové album si kolektiv usmyslel napsat 30 až 40 písní a až poté vybrat nejlepší z nich.
Na podzim 2011 se členové skupiny rozhodli dát přestávku od práce na novém albu a 1. listopadu vyrazili na turné, které pojmenovali Остаться собой! (Zůstaň svůj). Turné bylo opět v mezinárodním formátu a zahrnovala města v Rusku, Bělorusku a na Ukrajině.
Poslední akcí roku 2011 byl videozáznam koncertu v Jekatěrinburgu.

### 2012 Album На части (Na části)
Album bylo představeno k volnému poslechu 25. září 2012 na portálu Jandex (Яндекс) a 1. října 2012 vyšlo na CD.

### 2013 album Нет времени для любви (Není čas na lásku)
Dne 27. února vystoupila skupina v programu Вечерний Ургант (Večerní Urgant) s písní Небо в огне (Nebe v plamenech).
Dne 24. dubna 2013 se zakončilo mezinárodní turné na podporu alba На части (Na části).
Dne 13. září 2013 se na stanici Naše Rádio konala premiéra písně Прости (odpusť) z nově připravovaného alba Нет времени для любви (Není čas na lásku). V hudební soutěži stanice se tato píseň udržela dva týdny na vrcholu žebříčku.
Dne 23. září 2013 bylo posluchačům představeno nové album Нет времени для любви (Není čas na lásku), které je nahráno v akustickém stylu. O dva dny později bylo uspořádáno další kolo soutěže Rock Smena. Ve třech kategoriích Hudba, Video a Fotografie a každá kategorie měla svoje pravidla. Nově v pravidlu nemusela být převzatá písnička akustická. Vyvrcholení soutěže přišlo 26. listopadu v moskevském klubu Театръ (Divadlo), kde se představilo 7 nejzajímavějších hudebních skupin a byli vyhlášeni vítězové ve všech kategoriích.

### Rok 2014 album Акустика (Akustika)
Dne 18. února začala skupina na portálu Planeta.ru shánět finanční prostředky pro natočení živého alba, které bylo plánované jako akustické.
Dne 12. dubna se uskutečnilo první vystoupení za hranicemi SNS na festivalu Peepl Rock, který se odehrál v německém městě Wuppertal. Je to zároveň první neakustické vystoupení kapely v roce 2014.
Dne 19. dubna bylo v kulturním centru Mejercholda v Moskvě nahráno nové živé album pod názvem Акустика (Akustika), které bylo vydáno 29. srpna na webu pro akcionáře webu Planeta.ru a 30. srpna se objevilo na dalších zdrojích.

### Rok 2015 album Всегда 17 — всегда война (Pořád 17- neustálá válka)
Po skončení druhé části turné Небо в огне (Nebe v ohni) skupina začala pracovat na novém koncertním albu Всегда 17 — всегда война (Pořád 17- neustálá válka). Album mělo premiéru 27. května na portálu Jandex Muzika.
V listopadu 2015 vyhlásila skupina na VKontakte soutěž na text k protiválečné písni Голоса мира (Hlas míru). Nejlepší odstavce byly vybrány a upraveny. Premiéra písně se uskutečnila 11. března 2016 na stanici Naše Rádio. Sám Rustěm Bulatov nazval tuto píseň jako lidovou.

### Rok 2017
V tomto roce se nejvýznamnější událostí v životě skupiny stalo vystoupení na festivalu Нашествие (Invaze), které každoročně pořádá stanice Naše rádio, kde vystoupili s Jurijem Ševčukem lídrem skupiny DDT a zahráli společně píseň В бой (Na boj).

### Rok 2018 album Забытое и найденное (Opomenuté a nalezené)
V tomto roce skupina oslavila 20 let od svého založení a na počest této události uspořádala velké koncertní turné, které bylo rozloženo na dvě části. V první části programu turné se hrálo s elektrickými hudebními nástroji a ve druhé části turné se hrálo jen na akustické nástroje. V tomto roce bylo také vydáno album složené z nevydaných písní pod názvem Забытое и найденное (Opomenuté a nalezené).

### Rok 2019 minialbum Культ Пустоты (Kult prázdnoty)
Skupina vydává minialbum Культ Пустоты (Kult prázdnoty) píseň ke komiksu o Batmanovi k dílu Тёмные ночи. Бэтмен. Металл (Tmavá noc Batman. Železný) a koncertní album XX LIVE (XX ŽIVĚ). Na festivalu Нашествие (Invaze), jako před dvěma lety opět vystoupili s lídrem skupiny DDT Jurijem Ševčukem.

### Rok 2020 album Покажите солнце (Ukažte slunce)
Dne 17. července 2020 skupina vydala své deváté studiové album Покажите солнце (Ukažte slunce). Toto album bylo nahráno netradiční formou, kdy jednotliví účastníci nahráli své pasáže doma a konečný mix vytvořil také v domácím prostředí Igor Mamajev. Na počest 40 výročí založení kapely DDT vydala skupina převzatou píseň od této skupiny s názvem Не стреляй (Nestřílej).

### Rok 2021
Tento rok se připravovalo nové album Диссонанс (Nesouzvuk) a 3. prosince byla vydána i první samostatná píseň z tohoto alba Жди меня (Počkej na mě)

### Rok 2022 album Диссонанс (Nesouzvuk)
Dne 10. června vydala kapela první část alba Диссонанс (Nesouzvuk).

## Diskografie

### Studiová alba
| Rok  | Název                 | Fonetický přepis       | Překlad               | Odkaz |
| ---- | --------------------- | ---------------------- | --------------------- | ----- |
| 2003 | Без консервантов      | Bez konservantov       | Bez konzervantů       | odkaz |
| 2004 | Три пути              | Tri puti               | Tři cesty             | odkaz |
| 2005 | Свобода               | Svoboda                | Svoboda               | odkaz |
| 2007 | Правда?               | Pravda                 | Pravda                | odkaz |
| 2009 | Мир                   | Mir                    | Svět                  | odkaz |
| 2012 | На части              | Na časti               | Na části              | odkaz |
| 2013 | Нет времени для любви | Nět vremeni dlja lubvi | Není čas na lásku     | odkaz |
| 2016 | Хроника бешеных дней  | Chronika běšenych dněj | Kronika zvěsilých dnů | odkaz |
| 2020 | Покажите Солнце       | Pokažite Solnce        | Ukažte Slunce         | odkaz |
| 2022 | Диссонанс             | Dissonans              | Nesouzvuk             | odkaz |

### Mini alba
| Rok  | Název         | Fonetický přepis | Překlad        | Odkaz |
| ---- | ------------- | ---------------- | -------------- | ----- |
| 2019 | Культ пустоты | Kult pustoty     | Kult prázdnoty | odkaz |

### Koncertní alba
| Rok  | Název                    | Fonetický přepis        | Překlad                     | Odkaz |
| ---- | ------------------------ | ----------------------- | --------------------------- | ----- |
| 2002 | Live in Navigator Club   | Liv in Naevigeite Klub  | Živě z Klubu Navigator      |       |
| 2005 | Одной крови              | Odnoj krovi             | Jedné krve                  | odkaz |
| 2006 | Дыши                     | Dyši                    | Dýchej                      | odkaz |
| 2007 | Буря                     | Burja                   | Bouře                       | odkaz |
| 2011 | Лабиринт                 | Labirint                | Bludiště                    | odkaz |
| 2014 | Акустика                 | Akustika                | Akustika                    | odkaz |
| 2015 | Всегда 17 — всегда война | Vsegda 17- vsegda vojna | Neustále 17- neustálá válka | odkaz |
| 2019 | XX LIVE                  |                         | 20 LET ŽIVĚ                 | odkaz |

### Výběry
| Rok  | Název               | Fonetický přepis      | Překlad               | Odkaz |
| ---- | ------------------- | --------------------- | --------------------- | ----- |
| 2007 | The Best            | Th Best               | To Nejlepší           |       |
| 2018 | XX лет. Избранное   | XX let. Izbrannoje    | 20 let. Výběr         | odkaz |
| 2018 | Забытое и найденное | Zabytoje i najděnnoje | Zapomenuté a nalezené | odkaz |

### Samostatné písně
| Rok  | Název                        | Fonetický přepis             | Překlad                | Odkaz |
| ---- | ---------------------------- | ---------------------------- | ---------------------- | ----- |
| 2002 | Пассатижи                    | Passatiži                    | Kombinačky             | odkaz |
| 2008 | TV no more                   |                              | TV ne více             | odkaz |
| 2015 | Наши имена                   | Naši imena                   | Naše jména             | odkaz |
| 2016 | Голоса мира                  | Golosa mira                  | Hlasy světa            | odkaz |
| 2016 | За то, чего нет              | Za to, čego nět              | Za to, co není         | odkaz |
| 2016 | Истина                       | Istina                       | Pravda                 | odkaz |
| 2020 | Смерч                        | Smerč                        | Smršť                  | odkaz |
| 2020 | Хороший царь и знакомая вонь | Chorošij car i znakomaja voň | Dobrý car a známí puch | odkaz |
| 2020 | Весна                        | Vesna                        | Jaro                   | odkaz |
| 2020 | Не сейчас!                   | Ně sejčas                    | Ťeď ne                 | odkaz |
| 2020 | Электричество                | Električestvo                | Elektřina              | odkaz |
| 2021 | Жди меня                     | Ždi meňa                     | Čekej na mě            | odkaz |
| 2022 | Зол                          | Zol                          | Sůl                    | odkaz |
| 2022 | Любовь                       | Ljubov                       | Láska                  | odkaz |

### Videoklipy
| Rok  | Název                        | Fonetický přepis              | Překlad                           | Odkaz |
| ---- | ---------------------------- | ----------------------------- | --------------------------------- | ----- |
| 2003 | Сид и Нэнси                  |                               | Sid a Nensi                       | odkaz |
| 2006 | Сколько?                     | Skolko?                       | Kolik?                            | odkaz |
| 2006 | Государство                  | Gosudarstvo                   | Země                              | odkaz |
| 2008 | Иди в отмах                  | Idi v otmach                  | Jdi do pekla                      | odkaz |
| 2009 | Вся вера и любовь этого мира | Vsja vera i ljubov etogo mira | Veškerá víra a láska tohoto světa | odkaz |
| 2010 | Лабиринт                     | Labirint                      | Bludiště                          | odkaz |
| 2011 | Не надо снов                 | Ně nado snov                  | Žádné sny                         | odkaz |
| 2012 | Тень                         | Těn                           | Stín                              | odkaz |
| 2012 | Не простил                   | Ně prostil                    | Neodpustil                        | odkaz |
| 2013 | На части                     | Na časti                      | Na části                          | odkaz |
| 2013 | Карусель                     | Karusel                       | Kolotoč                           | odkaz |
| 2014 | Ангелы здесь                 | Angely zděs                   | Andělé jsou tady                  | odkaz |
| 2014 | Кроме любви                  | Krome ljubvi                  | Kromě lásky                       | odkaz |
| 2014 | Небо в огне                  | Něbo v ogně                   | Nebe v plamenech                  | odkaz |
| 2016 | Голоса мира                  | Golosa mira                   | Hlasy světa                       | odkaz |
| 2016 | Истина                       | Istina                        | Pravda                            | odkaz |
| 2020 | Не сейчас                    | Ně sejčas                     | Ťeď ne                            | odkaz |

### DVD
| Rok  | Název       | Fonetický přepis | Překlad        | Odkaz, poznámka |
| ---- | ----------- | ---------------- | -------------- | --------------- |
| 2006 | Дыши        | Dyši             | Dýchej         |                 |
| 2007 | Буря        | Burja            | Bouře          |                 |
| 2010 | RECORD Мира | REKO:D Mira      | NAHRÁVKA Světa |                 |
| 2014 | Акустика    | Akustika         | Akustika       |                 |
| 2015 | Всегда 17   | Vsegda 17        | Vždy 17        |                 |

## Ocenění a nominace
| Rok  | Cena                                        | Nominace v kategorii               | Výsledek  |
| ---- | ------------------------------------------- | ---------------------------------- | --------- |
| 2002 | Бумеранг (Bumerang)                         | Nejlepší skupina/interprtet        | vítězství |
| 2005 | ZD Awards (Zvuková Stopa Cena)              | Alternativní interpret             | Nominace  |
| 2005 | Бумеранг (Bumerang)                         | Nejlepší skupina/interprtet        | Vítězství |
| 2005 | Бумеранг (Bumerang)                         | Nejlepší vydání— Свобода (svoboda) | Vítězství |
| 2005 | Бумеранг (Bumerang)                         | Nejlepší píseň— Сколько? (Kolik?)  | Nominace  |
| 2007 | Премия Fuzz (Cena Fuzz)                     | Nejlepší nová skupina              | Vítězství |
| 2007 | RAMP (Rockové Alternativní Hudební Ocenění) | Skupina roku                       | Vítězství |
| 2007 | RAMP (Rockové Alternativní Hudební Ocenění) | Album roku — Правда? (Pravda?)     | Vítězství |
| 2008 | Премия Fuzz                                 | Nejlepší skupina                   | Nominace  |
| 2008 | Премия Fuzz                                 | Nejlepší album— Правда? (Pravda?)  | Vítězství |
| 2008 | Премия Fuzz                                 | Nejlepší píseň — Буря (Bouře)      | Nominace  |
| 2008 | Степной волк (Stepní vlk)                   | Píseň— Государство (Země)          | Nominace  |
| 2008 | RAMP (Rockové Alternativní Hudební Ocenění) | Skupina roku                       | Vítězství |
| 2009 | RAMP (Rockové Alternativní Hudební Ocenění) | Skupina roku                       | Nominace  |
| 2009 | RAMP (Rockové Alternativní Hudební Ocenění) | Album roku — Мир (Mir)             | Vítězství |
| 2009 | ZD Awards (Zvuková Stopa Cena)              | Alternativa                        | Vítězství |

## Sestava skupiny

### Současná sestava
Rustěm Bulatov – zpěv, klávesy (1997–dosud)
Igor Mamajev – kytara, akustická kytara, bas kytara, klávesy, vedlejší zpěv (1997–dosud)
Denis Šachanov – bicí (1997–dosud)
Jevgenij Trišin – bas kytara (2007–dosud)

### Bývalí členové
Jevgenij Ogňov – kytara (1997–1998), bas kytara (1998–2007)